# 983 Gunila
983 Gunila è un asteroide della fascia principale del diametro medio di circa 73,87 km. Scoperto nel 1922, presenta un'orbita caratterizzata da un semiasse maggiore pari a 3,1561786 UA e da un'eccentricità di 0,0969429, inclinata di 14,87806° rispetto all'eclittica.
Il nome per questo asteroide è stato scelto a caso dal popolare calendario Lahrer Hinkender Bote, pubblicato nella città di Lahr/Schwarzwald, in Germania.